# Gazzola

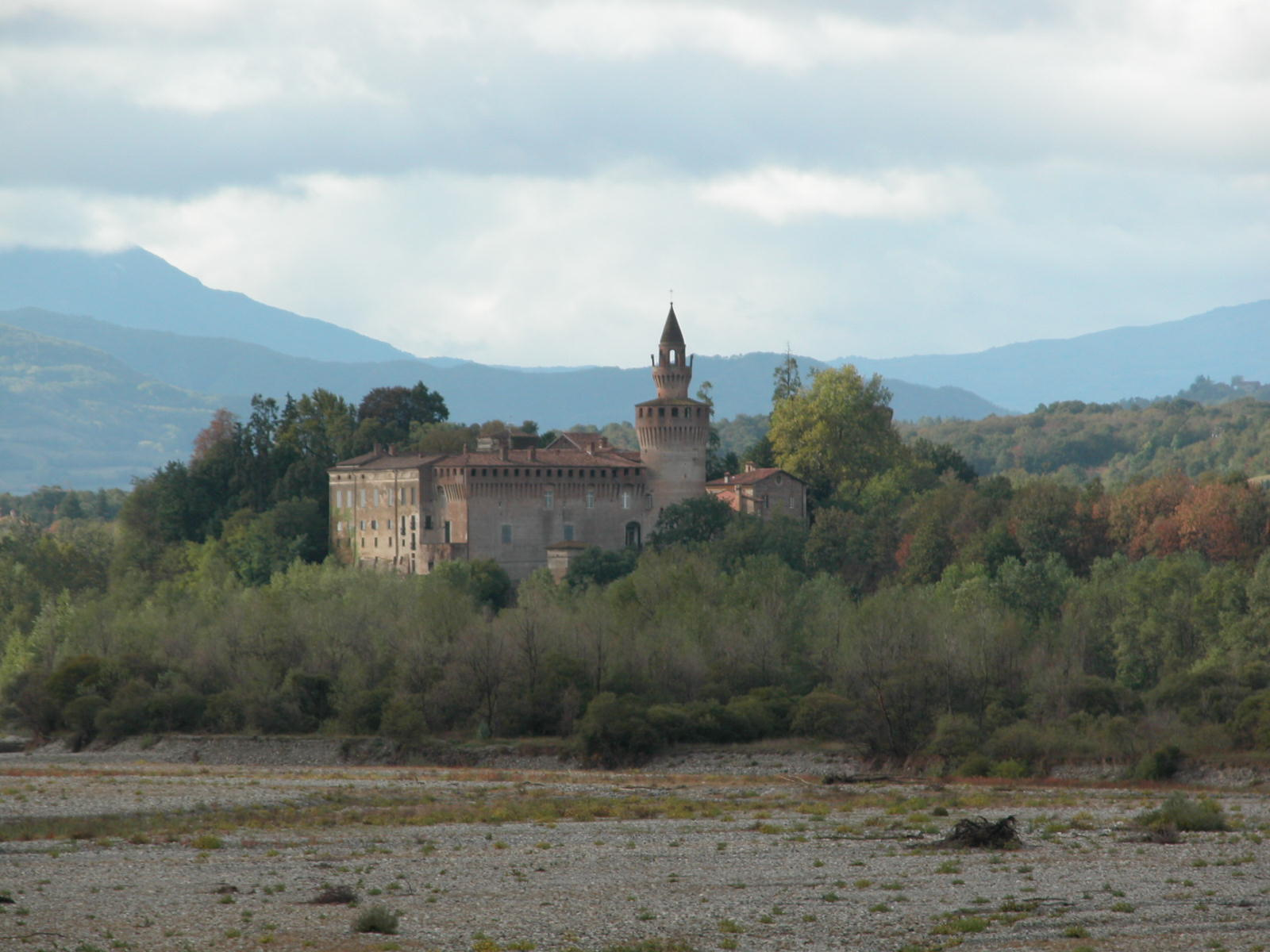
Castello di Rivalta, Gazzola

Gazzola is een gemeente in de Italiaanse provincie Piacenza (regio Emilia-Romagna) en telt 1856 inwoners (31-12-2004). De oppervlakte bedraagt 44,1 km², de bevolkingsdichtheid is 38 inwoners per km².

## Demografie
Gazzola telt ongeveer 818 huishoudens. Het aantal inwoners steeg in de periode 1991-2001 met 13,8% volgens cijfers uit de tienjaarlijkse volkstellingen van ISTAT.
| Jaar | Inwoneraantal |
| ---- | ------------- |
| 1991 | 1473          |
| 2001 | 1676          |

## Geografie
Gazzola grenst aan de volgende gemeenten: Agazzano, Gossolengo, Gragnano Trebbiense, Piozzano, Rivergaro, Travo.

## Geboren
- Leonella Sgorbati (1940-2006), non (vermoord)

Agazzano · Alseno · Alta Val Tidone · Besenzone · Bettola · Bobbio · Borgonovo Val Tidone · Cadeo · Calendasco · Caorso · Carpaneto Piacentino · Castel San Giovanni · Castell'Arquato · Castelvetro Piacentino · Cerignale · Coli · Corte Brugnatella · Cortemaggiore · Farini · Ferriere · Fiorenzuola d'Arda · Gazzola · Gossolengo · Gragnano Trebbiense · Gropparello · Lugagnano Val d'Arda · Monticelli d'Ongina · Morfasso · Ottone · Piacenza · Pianello Val Tidone · Piozzano · Podenzano · Ponte dell'Olio · Pontenure · Rivergaro · Rottofreno · San Giorgio Piacentino · San Pietro in Cerro · Sarmato · Travo · Vernasca · Vigolzone · Villanova sull'Arda · Zerba · Ziano Piacentino
1. ↑  https://demo.istat.it/?l=it.